# Aimee Teegarden

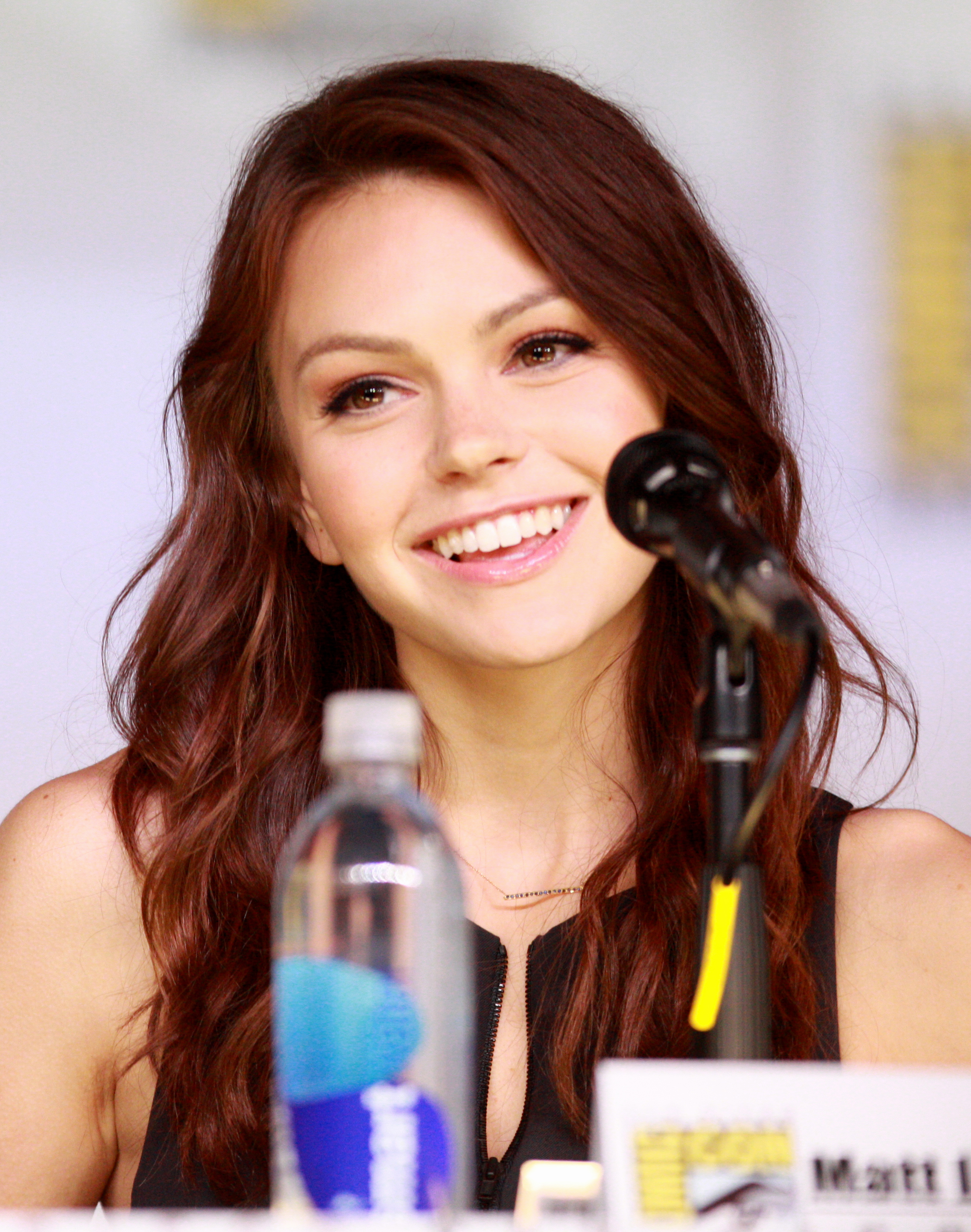
Aimee Teegarden bei der Comic-Con 2013

Aimee Richelle Teegarden (* 10. Oktober 1989 in Downey, Kalifornien) ist eine US-amerikanische Schauspielerin. Bekannt wurde sie vor allem als Julie Taylor in der Serie Friday Night Lights sowie als Rhonda Kimble aus 90210.

## Leben und Karriere
Teegarden ist in Downey, einem Vorort von Los Angeles, geboren und aufgewachsen. Sie war Model für Kampagnen von Tommy Hilfiger, Alltel und Hollister Co.
Außerdem hatte sie mehrere Auftritte in Fernsehserien wie Cold Case – Kein Opfer ist je vergessen, Neds ultimativer Schulwahnsinn und Hannah Montana. Des Weiteren spielte sie in der Serie Friday Night Lights die Rolle der Julie Taylor. Außerdem war sie als Gastdarstellerin in Legend of the Seeker – Das Schwert der Wahrheit sowie in drei Episoden der Neuauflage von 90210 als Rhonda zu sehen.
Teegarden unterstützt Oceana, die größte internationale Meeresschutzorganisation. Sie war Mitglied von Job's Daughters International, einer Jugendorganisation der Freimaurer.

## Filmografie (Auswahl)

### Filme
- 2004: Sailing for Madagascar
- 2009: For Sale by Owner

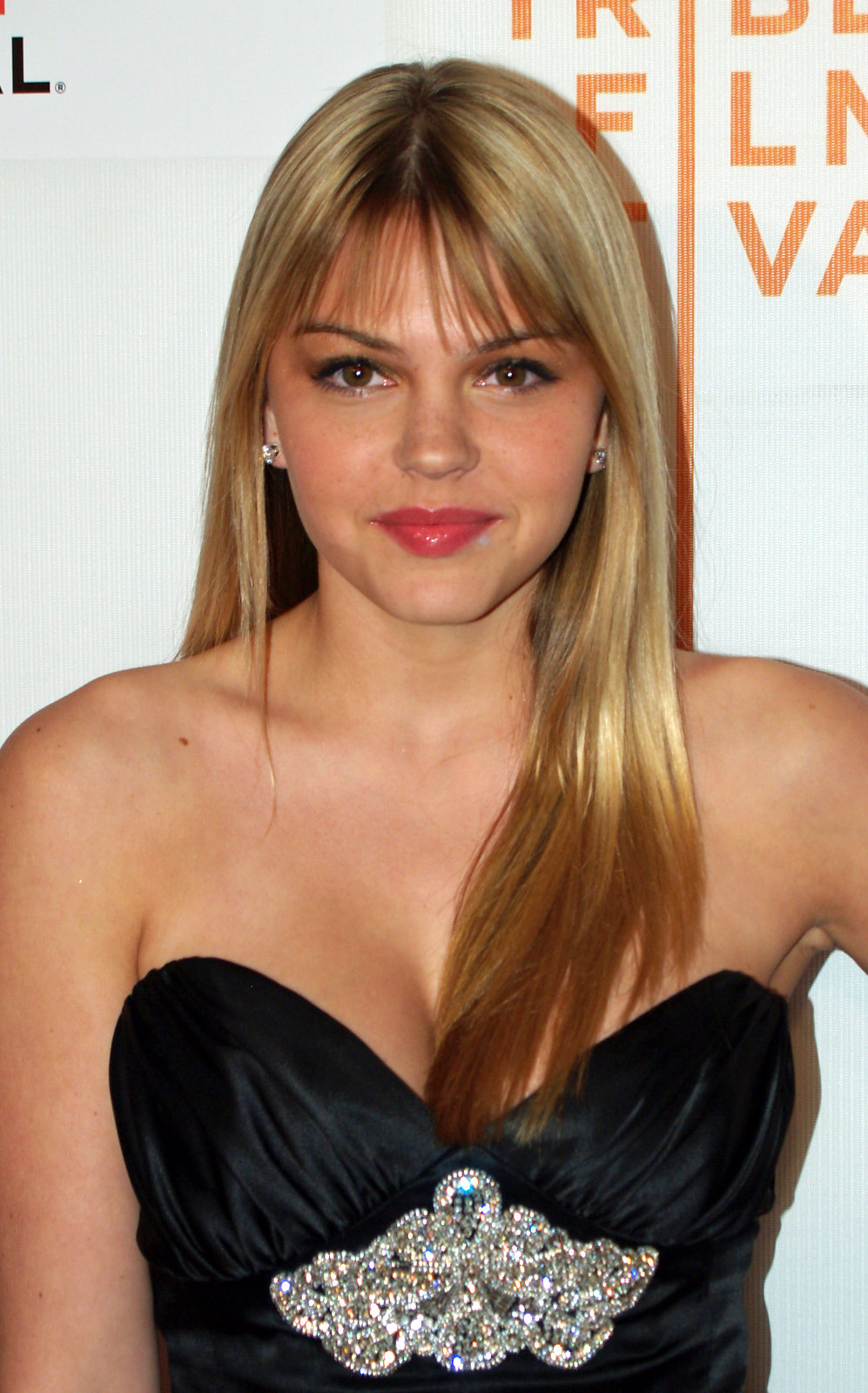
Aimee Teegarden beim Tribeca Film Festival 2008

- 2009: The Perfect Age of Rock ’n’ Roll
- 2009: Call of the Wild
- 2010: Beautiful Wave
- 2011: Scream 4
- 2011: Prom – Die Nacht deines Lebens (Prom)
- 2011: Inside the Darkness – Ruhe in Frieden (Beneath the Darkness)
- 2013: Love and Honor – Liebe ist unbesiegbar (Love and Honor)
- 2013: Nennt mich verrückt! (Call Me Crazy: A Five Film, Fernsehfilm)
- 2016: Meine kleine Bäckerei in Brooklyn (My Bakery in Brooklyn)
- 2017: Rings
- 2017: A Change of Heart
- 2018: Schicksalhafte Weihnachten (Once Upon a Christmas Miracle, Fernsehfilm)
- 2020: Guest House
- 2021: A New Year's Resolution (Fernsehfilm)
- 2021: Mein Weihnachts-Stammbaum (My Christmas Family Tree, Fernsehfilm)
- 2022: Heart of the Matter (Fernsehfilm)
- 2022: The Road to Galena
- 2022: Autumn in the City – Herbstzauber in New York (Autumn in the City, Fernsehfilm)
- 2022: Christmas Class Reunion (Fernsehfilm)
- 2024: An Easter Bloom (Fernsehfilm)

### Fernsehserien
- 2003: Cold Case – Kein Opfer ist je vergessen (Cold Case, Folge 1x04)
- 2006: Hannah Montana (Folge 1x13)
- 2006–2011: Friday Night Lights (73 Folgen)
- 2007: Neds ultimativer Schulwahnsinn (Ned’s Declassified School Survival Guide, Folge 3x11)
- 2009: CSI: Miami (Folge 7x17)
- 2009: 90210 (3 Folgen)
- 2009: Legend of the Seeker – Das Schwert der Wahrheit (Legend of the Seeker, Folge 2x04)
- 2010: CSI: Vegas (CSI: Crime Scene Investigation, Folge 10x19)
- 2011–2013: Aim High (16 Folgen)
- 2012: Ladies of Rap (Fernsehserie, Folge 1x05)
- 2014: Star-Crossed (13 Folgen)
- 2016–2017: The Ranch (4 Folgen)
- 2016: Notorious (10 Folgen)
- 2019: Robot Chicken (Folge 10x09, Stimme)
- 2021: The Rookie (Folge 3x03)